# It Had to Be You: The Great American Songbook
It Had to Be You: The Great American Songbook – dwudziesty studyjny album angielskiego piosenkarza rockowego, Roda Stewarta. Jest pierwszym albumem z serii The Great American Songbook. Płytę wydała w 2002 roku wytwórnia J Records.
W Polsce album uzyskał status platynowej płyty.

## Lista utworów
1. „You Go to My Head” (J. Fred Coots, Haven Gillespie) – 4:17
2. „They Can't Take That Away from Me” (George Gershwin, Ira Gershwin) – 3:25
3. „The Way You Look Tonight” (Dorothy Fields, Jerome Kern) – 3:49
4. „It Had to Be You” (Isham Jones, Gus Kahn) – 3:24
5. „That Old Feeling” (Lew Brown, Sammy Fain) – 2:54
6. „These Foolish Things (Remind Me of You)” (Harry Link, Holt Marvell, Jack Strachey) – 3:48
7. „The Very Thought of You” (Ray Noble) – 3:20
8. „Moonglow” (Eddie DeLange, Will Hudson, Irving Mills) – 3:32
9. „I'll Be Seeing You” (Sammy Fain, Irving Kahal) – 3:51
10. „Ev'ry Time We Say Goodbye” (Cole Porter) – 3:27
11. „The Nearness of You” (Hoagy Carmichael, Ned Washington) – 3:00
12. „For All We Know” (J. Fred Coots, Sam M. Lewis) – 3:24
13. „We'll Be Together Again” (Carl Fischer, Frankie Laine) – 3:54
14. „That's All” (Alan Brandt, Bob Haymes) – 3:03